# Fannia obscuripennis
Fannia obscuripennis är en tvåvingeart som först beskrevs av Leander Czerny 1903.  Fannia obscuripennis ingår i släktet Fannia och familjen takdansflugor. Inga underarter finns listade i Catalogue of Life.